# Виа Бальбо

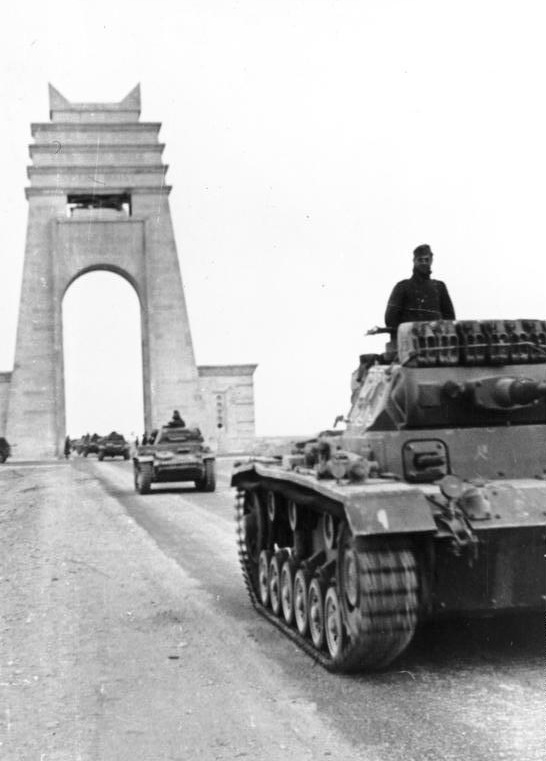
Немецкие танки движутся по дороге.

Виа Бальбо (итал. Via Balbia) — автодорога, построенная вдоль побережья Ливии и открытая в присутствии Бенито Муссолини в 1937 году. Являет собой шоссе из Триполи в Бардию общей протяженностью 1822 км. Названо в честь губернатора Ливии маршала Итало Бальбо, погибшего в авиакатастрофе в 1940 году. В настоящее время известно также как Национальная прибрежная дорога.
На границе Киренаики и Триполитании построено большое архитектурное сооружение под названием Арки Филени, отмечавшее окончание строительства Дороги.
Во время Второй мировой войны дорога имела стратегическое значение, по сути, являясь главной коммуникационной линией снабжения воюющих сторон.